# Українська сучасна опера
Українська сучасна опера не користується великим попитом, тому існує, переважно, в камерному вигляді, однак має потенціал до стрімкого розвитку та виняткового успіху. Значна частина сьогоденних показів опери в Україні становить відтворення заборонених раніше творів композиторів — до прикладу, опера Євгена Станковича «Коли цвіте папороть», котра була цензурованою у 1978 р. Деякі твори були написані за мотивами історичного минулого, давніх казок чи інших творів. Втім, з'являються і новітні продукти, як от опера-реквієм IYOV музичної формації NOVA OPERA, котра зуміла потрапити до десятки найкращих сучасних опер світу за версією міжнародного конкурсу Music Theatre NOW. A також, праця двох режисерів Романа Григоріва та Іллі Разумейко, опера Chornobyldorf, що була відзначена у рамках згаданого конкурсу. Дана опера увійшла в топ-6 світових музично-театральних перформансів. У 2021 році, на честь 30-річчя Дня Нежалежності України, було представлено рок-оперу «Тарас Бульба».  
| назва опери                           | автор                                  | рік     | місце показу                                                  |
| ------------------------------------- | -------------------------------------- | ------- | ------------------------------------------------------------- |
| «Мойсей»                              | Мирослав Скорик                        | 2003 р. | сцени Львова та Києва                                         |
| «Бестіарій»                           | Олександр Щетинський                   | 2011 р. | Харківський театр опери та балету                             |
| «Перерваний лист»                     | Олександр Щетинський                   | 2015 р. | Відень                                                        |
| IYOV                                  | режисер Влад Троїцький                 | 2015 р. | ГогольFest у Києві                                            |
| Chornobyldorf. Opera Aperta           | Роман Григорів та Ілля Разумейко       | 2020 р. | в Києві у Мистецькому арсеналі                                |
| «Лис Микита»                          | Іван Небесний                          | 2021 р. | Львівська опера                                               |
| рок-опера «Тарас Бульба»              | композитори Сергій і Дмитро Радзецькі  | 2021 р. | Київ                                                          |
| «Вишиваний. Король України»           | Алла Загайкевич                        | 2021 р. | Харківська опера                                              |
| опера-міф «Ukraine – Terra Incognita» | режисерка і авторка Уляна Горбачевська | 2021 р. | Львівська опера                                               |
| «Одержима»                            | композитор Мирослав Волинський         | 2022 р. | Національна музична академія України імені Петра Чайковського |